# گوستاو فرولیش (شناگر)
گوستاو فرولیش (به انگلیسی: Gustav Fröhlich) (زادهٔ  ۱۹۰۲) شناگر اهل آلمان است.